# Microcharops alvarengai
Microcharops alvarengai är en stekelart som beskrevs av Gupta 1987. Microcharops alvarengai ingår i släktet Microcharops och familjen brokparasitsteklar. Inga underarter finns listade i Catalogue of Life.